# Övre Mösjön
Övre Mösjön är en sjö i Hultsfreds kommun i Småland och ingår i Viråns huvudavrinningsområde. Sjön är 15 meter djup, har en yta på 0,125 kvadratkilometer och befinner sig 121,4 meter över havet. Sjön avvattnas av vattendraget Bjärkeån.

## Delavrinningsområde
Övre Mösjön ingår i det delavrinningsområde (636786-151062) som SMHI kallar för Inloppet i Nerbjärken. Medelhöjden är 127 meter över havet och ytan är 13,82 kvadratkilometer. Det finns inga avrinningsområden uppströms utan avrinningsområdet är högsta punkten. Bjärkeån som avvattnar avrinningsområdet har biflödesordning 2, vilket innebär att vattnet flödar genom totalt 2 vattendrag innan det når havet efter 55 kilometer. Avrinningsområdet består mestadels av skog (91 %). Avrinningsområdet har 0,72 kvadratkilometer vattenytor vilket ger det en sjöprocent på 5,2 %.